# Alister Jack
Alister William Jack (Dumfires, Escocia; 7 de julio de 1963) es un político británico sirviendo como Secretario de Estado para Escocia desde julio de 2019 en el gabinete de Boris Johnson. Miembro del Partido Conservador, ha sido miembro de parlamento (MP) por Dumfries and Galloway desde las elecciones generales de 2017.
En las elecciones generales de 1997, Jack intentó ganar Tweeddale, Ettrick and Lauderdale, y quedó el tercero. Fue un miembro del Comité Selecto del Tesoro. Firmó una carta a la primera ministra, Theresa May, el 16 de febrero de 2018 que sugirió como el Reino Unido debe salir de la Unión Europea.
Se nombró como Secretario Privado Parlamentario al líder de la Cámara de los Lores el 31 de agosto de 2018, hasta que se convirtió en asistente al jefe del grupo parlamentario el 20 de febrero de 2019. El 23 de abril de 2019 se lo nombró Señor Comisionado del Tesoro.
Es miembro de la dirección de Atlantic Solway Holdings, una sociedad de inversión en el sector de la pesca deportiva.